# Kanton Couserans Ouest
Couserans Ouest is een kanton van het Franse departement Ariège. Het kanton maakt deel uit van het arrondissement Saint-Girons.

## Samenstelling
Het kanton werd opgericht op 22 maart 2015, bij toepassing van het decreet van 18 februari 2014, en samengesteld uit de gemeenten van het op die dag opgeheven kanton Castillon-en-Couserans, aangevuld met de gemeenten Eycheil, Montégut-en-Couserans, Moulis en Saint-Girons van het op die dag opgeheven kanton Saint-Girons.
Op 1 januari 2017 fuseerden de gemeenten Les Bordes-sur-Lez en Uchentein tot de commune nouvelle Bordes-Uchentein waardoor het aantal gemeenten in het kanton afnam van 30 naar 29. 

## Gemeenten
Het kanton Couserans Ouest omvat de volgende gemeenten:
- Antras
- Argein
- Arrien-en-Bethmale
- Arrout
- Aucazein
- Audressein
- Augirein
- Balacet
- Balaguères
- Bethmale
- Bonac-Irazein
- Bordes-Uchentein
- Buzan
- Castillon-en-Couserans
- Cescau
- Engomer
- Eycheil
- Galey
- Illartein
- Montégut-en-Couserans
- Moulis
- Orgibet
- Saint-Girons (hoofdplaats)
- Saint-Jean-du-Castillonnais
- Saint-Lary
- Salsein
- Sentein
- Sor
- Villeneuve